# Can Roviralta
Can Roviralta és una masia situada al municipi del Pont de Vilomara i Rocafort, a la comarca catalana del Bages.